# Elizabeth Amukugo
Elizabeth Magano Amukugo (sinh ngày 1 tháng 8 năm 1954 tại Windhoek, Vùng Khomas) là một chính trị gia Namibia, và học tập với Đại học Namibia..

## Cuộc sống ban đầu
Amukugo theo học Giáo dục Tiểu học tại Trường tiểu học Onayena năm 1963 đến 1970 và được giáo dục Trung học tại Trường Trung học Ongwediva khi đó bà bị đuổi học vì lý do chính trị. Bà trở thành thành viên của SWAPO vào năm 1974 và đi lưu vong ở Angola cùng năm, bà tiếp tục đến Zambia và sau đó rời đi để hoàn thành việc học của mình với Học viện Agha Khan ở Nairobi, Kenya. Sau đó, bà rời Thụy Điển qua Tanzania sau khi kết hôn với Đại sứ Chính trị gia Kaire Mbuende .

## Sự nghiệp học tập và chính trị
Amukugo học với Đại học Lund ở Thụy Điển lấy bằng Thạc sĩ Khoa học Xã hội học & Giáo dục, Thạc sĩ Khoa học Xã hội từ Đại học Lund, cũng như Bằng Triết học về Giáo dục. Trong khi ở Thụy Điển, bà làm việc tích cực với một số tổ chức như Nhóm Châu Phi, ISAK, ABF và một số đảng chính trị. Amukugo là thành viên của Quốc hội Namibia từ năm 2000 đến năm 2005 và từng phục vụ trong Ủy ban Thường vụ về các vấn đề chính phủ, Ủy ban Thường vụ về Báo cáo của Thanh tra viên cũng trong Ủy ban Thường vụ về Nhân sự, Bình đẳng & Giới tính cũng như Đại diện cấp cao của Hiệp hội Nghị viện Khối thịnh vượng chi nhánh Namibia, Thành viên của Ủy ban Điều hành Quốc gia và Hội đồng Quốc gia về Đại hội Dân chủ (CoD) 
Amukugo là thành viên nghiên cứu của Đại học Lund ở Thụy Điển từ 1987 đến 1990, là Giảng viên của Học viện Giáo dục Đại học trước đây là Đại học Khoa học và bàng nghệ Namibia vào khoảng năm 1990 và 1991. Sau đó, bà là Giám đốc Hợp tác Đa phương với Ủy ban Kế hoạch Quốc gia Namibia từ năm 1991 đến 1996. Học thuật chuyên nghiệp, Amukugo là Giảng viên cao cấp về Triết học Giáo dục từ năm 1996 đến năm 2000 với Đại học Namibia, và Thượng viện & Trưởng phòng Quản lý & Tổ chức Giáo dục tại Đại học Namibia từ 1997 đến 2000.
bà hiện là Phó giáo sư tại Tổ chức và Quản lý Giáo dục của Đại học Namibia, bà là tác giả của Dân chủ và Giáo dục ở Namibia và hơn thế nữa vào năm 2017  và Giáo dục và Chính trị ở Namibia. Xu hướng trong quá khứ và triển vọng tương lai .